# کوئنسی شو
 کوئنسی شو (انگلیسی: Quincy Shaw؛ زاده ۳۰ ژوئیه ۱۸۶۹ درگذشته ) یک تنیس‌باز اهل ایالات متحده آمریکا بود.